# Paolo Monaldi
Paolo Monaldi (1710 – après 1779) est un peintre italien du baroque tardif ou rococo, connu pour ses peintures de bambocciata.

## Biographie
Paolo Monaldi est né et mort à Rome. Vraisemblablement élève d'Andrea Locatelli, il se forme dans l'atelier de Paolo Anesi, sous la direction duquel il a participé à la décoration à fresque de la Villa Chigi, commande du cardinal Flavio Chigi (1765-1767). Seul décor connu de Monaldi, il contribue aux peintures illustrant le mythe de Diane et Endymion, ainsi qu'à une série de huit paysages avec des bambocciate. Ses scènes de vie rurale et d'auberge rappellent le style de Locatelli.
Vraisemblablement élève de Locatelli, Monaldi fut avant tout un peintre de genre spécialisé dans les scènes d'auberge. Son seul décor connu est celui de la villa du cardinal de Chigi (1765-1767)

## Œuvres
Des tableaux de Monaldi sont conservés à Rome au palais Pallavicini Rospigliosi, au palais Braschi et à l'Accademia di San Luca.

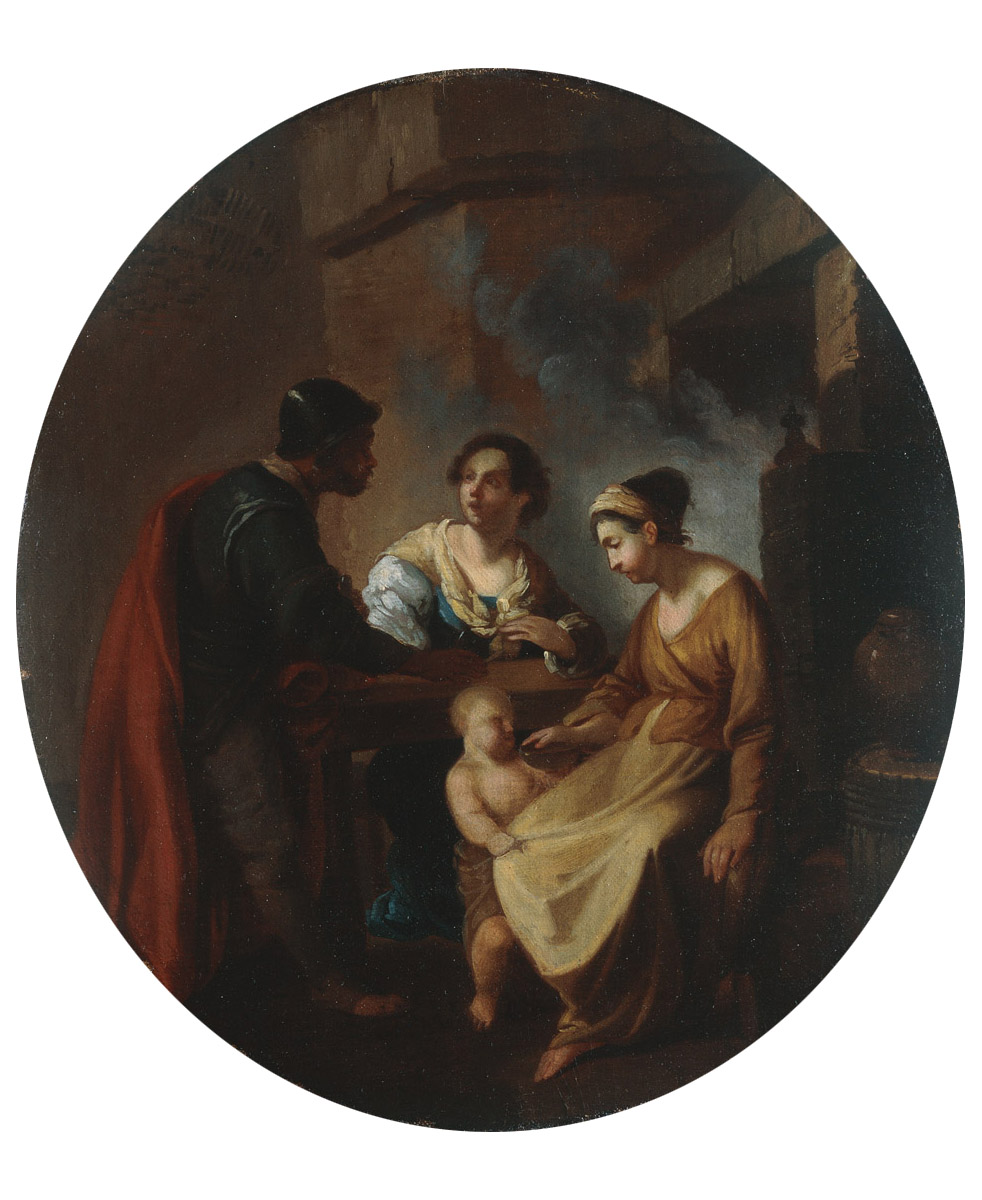
Paolo Monaldi, Scène d'intérieur, date inconnue, huile sur toile,, musée des Augustins, Toulouse.

Le musée des Augustins de Toulouse conserve une Scène d’intérieur similaire à un tableau de l'Accademia di San Luca, Figures dans un intérieur. Saisie révolutionnaire en 1797 de la collection Le Tonnelier de Breteuil, ce tableau a très longtemps été attribué au peintre Henri Antoine de Favanne.
Ce peintre d'histoire est principalement connu pour ses compositions mythologiques, allégoriques et religieuses. Si l’on pourrait s’attendre à ce qu’un artiste influencé par les écoles du Nord reprenne une scène de bamboche, le style de cette œuvre particulière peine à convaincre. En 1974, Andrea Busiri Vici publiait une série de cinq tableaux conservés à l'Accademia di San Luca et attribués à Locatelli, parmi lesquels figurait une scène de genre au caractère distinct des autres. Une restauration permit toutefois de révéler le monogramme P.M., identifiant Paolo Monaldi. Deux ans plus tard, dans une étude devenue une référence sur Monaldi, il recensait deux répliques de cette scène, l’une à Baltimore, l’autre dans une collection privée romaine. Il ignorait alors l’existence de la version conservée au musée des Augustins, très altérée et reléguée en réserve sous une attribution erronée. Contrairement aux trois autres variantes, celle-ci adopte un format ovale.
L’œuvre ne se distingue pas particulièrement des autres versions et ne permet pas d’identifier avec certitude la composition originale de Monaldi. Les exemplaires de l’Accademia di San Luca et du musée des Augustins présentent un aspect plus esquissé, tandis que ceux de Baltimore et de la collection Veneziano se caractérisent par une palette plus froide et précieuse, rappelant la fijnschilderij des maîtres hollandais. Un détail singulier apparaît le long de la cheminée dans les versions toulousaine et romaine : des têtes d’angelots, partiellement noyées dans la fumée, dont seuls subsistent des contours diffus. Cet effet de brume semble également recherché dans les peintures de l'Accademia di San Luca et de la collection Veneziano.
Longtemps restée dans l’incertitude quant à son attribution, cette œuvre illustre parfaitement l’engouement des collectionneurs français pour les petits formats italiens et nordiques du milieu du XVIIIe siècle.